# Jules Destrée
Jules Destrée (Marcinelle, 21 agosto 1863 – Bruxelles, 2 gennaio 1936) è stato un politico, avvocato e scrittore belga.
Jules Destrée divenne membro del Partito Operaio Belga, il precursore del Partito Socialista, e dal 1894 fu membro della Camera dei rappresentanti belga. Fu ambasciatore nel 1917-1918 per il governo rivoluzionario russo di Aleksandr Fëdorovič Kerenskij.
Come rappresentante dei valloni, fece campagna per un'amministrazione separata delle Fiandre e della Vallonia. Nel 1912 scrisse una lettera aperta al re Alberto I, in cui affermava:
Destrée fu ministro delle arti e delle scienze dal 1919 al 1921 e nel 1920 fondò l'Accademia reale di lingua e letteratura francese del Belgio.

## Biografia
Suo padre era un ingegnere dell'industria chimica a Marcinelle e Couillet e in seguito divenne professore. Jules stesso era uno studente di talento che divenne dottore in giurisprudenza all'età di 20 anni all'Université Libre de Bruxelles (ULB). Suo fratello minore, Olivier-Georges, divenne un monaco, prima a Maredsous, poi nell'abbazia di Mont-César a Lovanio. Oltre al suo lavoro come avvocato presso il bar di Charleroi, a Jules piaceva frequentare i circoli artistici e letterari del suo tempo. In questo modo incontrò l'incisore Auguste Danse, la cui figlia Marie sposò nel 1889. Dopo la prima guerra mondiale divenne presidente dell'Ordine degli Avvocati di Bruxelles.
Destrée, dalla mentalità vallone, fu inizialmente militante del Partito Liberale, dopodiché divenne politicamente attivo per il Partito Operaio Belga. A nome di questo partito sedette nella Camera dei rappresentanti del Belgio dal 1894 fino alla sua morte in seno all'arrondissement di Charleroi.
Alla Camera dei rappresentanti Destrée ha più volte partecipato a dibattiti riguardanti il problema linguistico. Nel 1898 votò per la Legge sull'uguaglianza, che provocò un attacco da parte della Ligue Wallonne di Liegi. L'atteggiamento di Destrée nei confronti della questione linguistica inizialmente significava che era disposto a gestire le ingiustizie di cui i fiamminghi erano vittime, ma ciò non avrebbe dovuto influire sui diritti della lingua francese. Per lungo tempo fu un oppositore della "Dutchificazione" dell'Università di Gand e fu molto legato al Belgio.
Ha anche pubblicato molti scritti; oltre che alla prosa narrativa, opere politiche e sociali e studi su artisti, tra cui Odilon Redon e Rogier van der Weyden. L'impegno di Destrée si sviluppò principalmente a livello culturale, col quale volle valorizzare il patrimonio vallone e gli artisti valloni.
Massone, fu membro del Grande Oriente del Belgio